# Polyhandicap

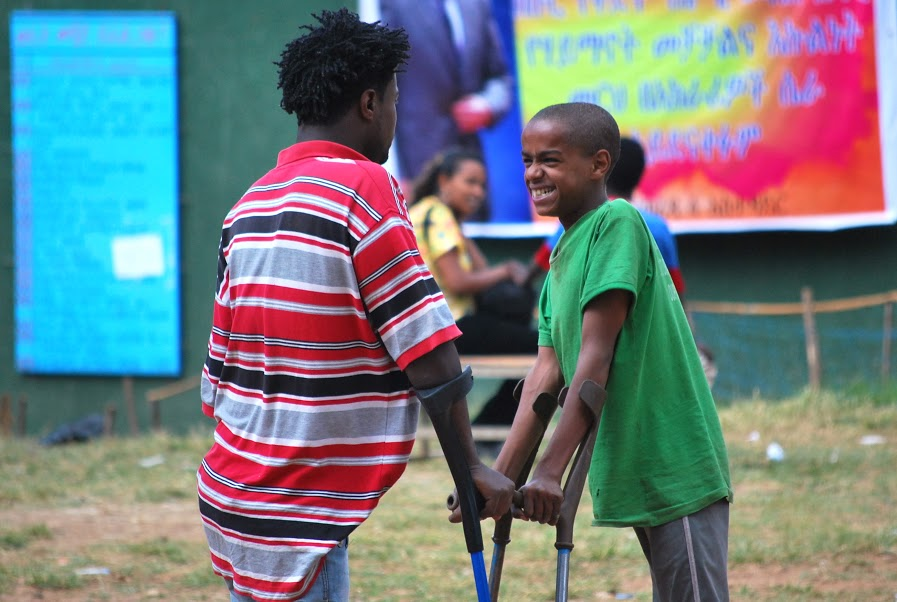
Photo prise en Éthiopie par un photographe de USAID en 2014, montre une jeune fille de 15 ans atteinte de multiples handicaps physiques.

Le polyhandicap est une association de déficiences et d’incapacités d'origines diverses, (prénatal ou postnatal, comme une infection, l'anoxie à la naissance ou la consanguinité par exemple) pouvant entrainer une déficience motrice cumulée à une déficience mentale sévère. La conséquence du polyhandicap est une restriction extrême de l'autonomie et des possibilités de perception et d'expression. Plus de 50 % des cas de polyhandicap sont d'origine congénitale.

## Définition légale
Les personnes qui sont polyhandicapées sont atteintes d'un polyhandicap grave à expressions multiples, chez lesquels un handicap mental sévère et une déficience motrice sont associés à la même cause, entraînant une restriction extrême de l'autonomie et des possibilités de perception, d’expression et de relations.
Le polyhandicap est à distinguer du plurihandicap : association circonstancielle de deux ou plusieurs handicaps avec conservation des facultés intellectuelles (prévalence 0,5 pour mille) et du sur handicap : surcharge de troubles du comportement sur handicap grave préexistant (prévalence : 3 pour mille) ou autre atteinte sensorielle, ou viscérale.
Le polyhandicap n'est pas comparable aux handicaps associés. Chez la personne handicapée, les handicaps ne s'additionnent pas, ils se multiplient. En effet, du fait des atteintes cérébrales, les handicaps physiques (moteurs et sensoriels) trouvent difficilement une compensation.

## Causes des polyhandicapés
- 30 % de causes inconnues,
- 15 % de causes périnatales (dont un nombre très réduit de souffrances obstétricales par rapport aux souffrances fœtales ou grandes prématurités - dysmaturités),
- 5 % de causes postnatales (traumatismes, arrêts cardiaques),
- 50 % de causes prénatales (malformations, accidents vasculaires cérébraux prénataux, embryopathies dont le CMV (cytomégalovirus) et le VIH (virus du SIDA).

## Réalité du polyhandicapé
Chez la personne polyhandicapée, plusieurs handicaps profonds se combinent. Ces handicaps affectent à la fois :
- la motricité avec le risque ou la présence de  paralysies.
- l'intellect, avec trouble de la conscience du corps, le risque de repli sur soi, et l'absence de langage articulé.
- la sensibilité, avec l'atténuation ou la perte d'un ou plusieurs sens : le toucher, la vue, l'ouïe, la perception du corps, etc.

Il s'agit bien là de la forme de handicap la plus complète. Puisque les personnes polyhandicapées :
- ont besoin de l'assistance constante d'une tierce personne, pour les habiller, les laver, les faire manger (parfois avec une sonde), etc.
- ne marchent pas dans la plupart des cas. Assez fréquemment, elles ne peuvent pas manœuvrer avec leur fauteuil roulant,
- ne parlent pas ou très peu et ont donc une communication très limitée. Certaines ne peuvent s'exprimer que par gestes et/ou sons,
- peuvent porter des protections pour adultes souffrant d'incontinence et/ou d'encoprésie,
- ont souvent des malformations associées (cardiaques, digestives, etc.),
- peuvent avoir des déformations des membres et du rachis, dues à des rétractations musculaires et des paralysies et peuvent porter des attelles, sont souvent installés dans des coquilles le jour et éventuellement la nuit), etc.
- ont souvent un appareillage volumineux (fauteuil, coquille, cadres de verticalisation, respirateur, etc.),
- ont souvent une épilepsie associée qui parfois a une influence sur l'espérance de vie (syndrome de West),
- contractent dix fois plus fréquemment les maladies infantiles que les autres personnes.

À cette longue liste se rajoutent de nombreuses autres complications comme des incapacités dans la déglutition.

## Retentissement sur la vie quotidienne de la famille
Les conséquences sur la vie quotidienne sont multiples :
- Besoin d'une personne en permanence, à domicile ou dans un établissement spécialisé (comme IME ou MAS)
- Nécessité de se lever fréquemment la nuit pour surveiller et faire face à une crise d'épilepsie (avec une injection de Valium par exemple)
- Difficulté pour exercer une activité professionnelle pour l'un des deux parents (et retentissement sur l'activité professionnelle de l'autre).
- Difficulté à se faire remplacer auprès de la personne polyhandicapée avec une aide à domicile (à cause de la spécificité).
- Les loisirs, les sorties, les vacances  sont coûteuses pour la famille car leur cadre nécessite la présence, dans la plupart des cas, d'équipements et de personnel spécialisés. Toutefois, les établissements spécialisés ont aussi pour mission de proposer des sorties et des vacances gratuites.
- Malgré tout cela, les personnes polyhandicapées demeurent extrêmement attentives au comportement et aux paroles de leur entourage. Ainsi, un investissement affectif et un suivi médico-social attentif contribuent à améliorer leur vie dans une certaine mesure. L'absence de langage ne signifie pas absence de communication. Une attention particulière sera portée aux comportements non verbaux (regard, vocalisations, mouvements, orientation du corps, réactions et expressions générales) qui sont interprétés et décodés par l'entourage. Ces interprétations donnent lieu à une communication, dans la mesure où l'entourage y répond en conséquence (selon les besoins et les attentes de la personne polyhandicapée).

### Méthodes éducatives
Dans le domaine éducatif, il existe peu de référentiels adaptés aux diversités des cas rencontrés. Plusieurs méthodes sont explorées actuellement, parmi lesquelles on peut citer : 
- la méthode Padovan, de stimulation neuro-sensorielle ;
- la méthode Doman, une des méthodes d'hyperstimulation (patterning), très controversée, car si elle apporte des progrès en termes moteurs, est très éprouvante tant pour l'enfant que pour les familles qui la pratiquent ;
- l'éducation conductive, qui a prouvé internationalement sa pertinence pour les Infirmités motrices cérébrales, et qui semble apporter des bénéfices réels aux polyhandicapés par son approche d'accompagnement de l'intention de l'enfant, d'émulation de groupe, et son caractère global, tant pour des professionnels que des parents.